# Il pomo d’oro (Ensemble)
Il pomo d’oro (Eigenschreibweise il Pomo d’Oro) ist ein 2012 gegründetes internationales Barockensemble im Bereich der historischen Aufführungspraxis. Bis 2015 war der Violinist Riccardo Minasi Chefdirigent, im Januar 2016 folgte ihm Maxim Emelyanychev (* 1988) als musikalischer Leiter des Ensembles. Il Pomo d'Oro arbeitet ebenfalls mit Francesco Corti zusammen (als Dirigent und Solist auf dem Cembalo), und wird häufig auch von seiner Konzertmeisterin, Zefira Valova, geleitet. Seit 2021 gehört zum Orchester ein gleichnamiges Vokalensemble unter der Leitung von Giuseppe Maletto.

## Name, Fokus, Erfolg
Der Name des Ensembles bezieht sich auf den Titel der Oper Il pomo d’oro von Antonio Cesti, die er 1666 anlässlich der Hochzeit von Kaiser Leopold I. und Margarita Teresa von Spanien in Wien komponierte. Diese Oper bildete den Abschluss der Feierlichkeiten, bei denen 300 Pferde Ballett tanzten und schließlich 73.000 Feuerwerkskörper verschossen wurden. Il pomo d’oro war mit seinen zahlreichen Spezialeffekten auf 24 verschiedenen Bühnen, mit 50 unterschiedlichen Rollen und zehn Stunden Aufführungsdauer das wohl exzessivste Werk des damals noch jungen Genres.
In seiner Aufnahme- und Konzerttätigkeit hat sich das Ensemble auf Barockoper, Vokal- und Instrumental-Recitals mit renommierten Solistinnen und Solisten und neuerdings auch Chormusik spezialisiert. Im Jahr 2022 begann Il pomo d’oro sein bisher größtes Aufnahmeprojekt: die Einspielung sämtlicher Mozart-Sinfonien unter der Leitung von Maxim Emelyanychev. Für seine Aufnahmen wurde das Ensemble mit zahlreichen Preisen ausgezeichnet, darunter dem Echo Klassik, Diapason d’or, Choc, ICMA Award, Premio Franco Abbiati, dem Gramophone Award und dem Preis der deutschen Schallplattenkritik. Das Projekt startete im Jubiläumsjahr 2022 zum 10-jährigen Bestehen von Il pomo d’oro in Zusammenarbeit mit dem Label Aparté. Die erste Aufnahme, The Beginning and the End, vereint die erste und letzte Sinfonie Mozarts und enthält als Zugabe das Klavierkonzert KV488, gespielt von Maxim Emelyanychev.
Opern- und Oratoriengesamtaufnahmen sind in erster Linie Georg Friedrich Händel gewidmet (Tamerlano, Partenope, Ottone, Serse, Agrippina, Apollo e Dafne, Theodora). In den Titelrollen singen Joyce DiDonato (Agrippina), Lisette Oropesa (Theodora), Max Emanuel Cencic (Ottone), Xavier Sabata (Tamerlano), Franco Fagioli (Serse), Karina Gauvin (Partenope), Kathryn Lewek und John Chest (Apollo e Dafne). Il Pomo d'oro spielten ebenfalls die Oper La Doriclea von Alessandro Stradella (Titelrolle Emőke Baráth) und Catone in Utica von Leonardo Vinci ein (Titelrolle Max Emanuel Cenčić).
Bei den Vokalrecitals verbindet das Ensemble eine langjährige Zusammenarbeit mit der amerikanischen Mezzosopranistin Joyce DiDonato (Eden, In War & Peace), der schwedischen Mezzosopranistin Ann Hallenberg (Agrippina, Carnevale 1729), den Countertenören Jakub Józef Orliński (Anima Sacra, Facce d'Amore, Anima Eterna), Franco Fagioli (Caffarelli, Handel Arias, Veni Vedi Vinci), und Max Emanuel Cenčić (Venezia, Arie Napoletane). Weiterhin sind die Sopranistinnen Lisette Oropesa (Ombra Compagna), Emőke Baráth (Voglio Cantar), Francesca Aspromonte (Prologue) vertreten, sowie der Sopranist Bruno de de Sá (Roma Travestita), Countertenor Xavier Sabata (Bad Guys) und Vincenzo Capezzuto (Gondola).
Unter den Aufnahmen mit Instrumentalsolisten finden sich Violinkonzerte von Antonio Vivaldi (Per l'Imperatore mit Riccardo Minasi, Concerti per due violini mit Riccardo Minasi und Dmitry Sinkovsky), Pisendel (Per Pisendel mit Dmitry Sinkovsky), Virtuosissimo (Dmitry Sinkovsky), Haydn Concertos (Riccardo Minasi, gemeinsam mit Edgar Moreau, Cello, Maxim Emelyaychev, Cembalo, und Johannes Hinterholzer, Horn), sowie Werke von Graun, Benda, Sirmen und Saint-Georges mit Konzertmeisterin Zefira Valova (Violin Concertos). Violinkonzerte von Johann Sebastian Bach spielte Il pomo d’oro mit Shunske Sato als Solist ein.
Großen Erfolg auch im Konzertsaal hatte das Album Giovincello mit dem französischen Cellisten Edgar Moreau. Johann Sebastian Bachs Cembalokonzerten ist eine mehrteilige Aufnahmeserie mit Francesco Corti als Solist und Dirigent gewidmet (Bach Harpsichord Concertos Vol. I, II, III). The Mandolin on Stage präsentiert den italienischen Mandolinisten Raffaele la Ragione. Auf seinem ersten A-Cappella-Album interpretiert das Vokalensemble Il pomo d’oro die Sacrae Cantiones von Carlo Gesualdo unter der Leitung von Giuseppe Maletto.
Das Album Eden von Joyce DiDonato mit Begleitung von Il pomo d’oro unter Leitung von Maxim Emelyanychev wurde bei den Grammy Awards 2023 für den Grammy für das beste klassische Gesangs-Solo nominiert.